# Divizia A 1938-1939
La Divizia A 1938-1939 è stata la 27ª edizione del campionato rumeno di calcio, disputato tra l'agosto 1938 e il giugno 1939 e si concluse con la vittoria finale del Venus București, al suo sesto titolo.
Capocannoniere del torneo fu Adalbert Marksteiner (Ripensia Timișoara), con 21 reti.

## Formula
Dopo la parentesi dell'anno precedente il campionato tornò a disputarsi in un unico girone di 12 squadre, che si incontrarono in un girone di andata e ritorno per un totale di 22 giornate. Dalla divizia B vennero promosse l'UDR Reșița e il Tricolor CFPV Ploiești. Il Gloria CFR Arad cambiò nome in Gloria Arad mentre il Phoenix Baia Mare diventò FC Carpaţi Baia Mare.
Le ultime tre classificate retrocedettero in Divizia B, come compromesso temporaneo strappato dalle molte squadre relegare l'anno prima.

## Squadre partecipanti
| Club                         | Città       | Stadio | Posizione 1937-1938 |
| ---------------------------- | ----------- | ------ | ------------------- |
| AMEF Arad                    | Arad        |        | 2º girone 1         |
| FC Carpați Baia Mare         | Baia Mare   |        | 5º gruppo 1         |
| Chinezul Timișoara           | Timișoara   |        | 4º gruppo 1         |
| Gloria Arad                  | Arad        |        | 3º gruppo 2         |
| Juventus București           | Bucarest    |        | 4º gruppo 2         |
| Rapid București              | Bucarest    |        | Finalista           |
| Ripensia Timișoara           | Timișoara   |        | Campione di Romania |
| Sportul Studențesc București | Bucarest    |        | 5º gruppo 2         |
| Tricolor CFPV Ploiești       | Ploiești    |        | Divizia B           |
| UDR Reșița                   | Reșița      |        | Divizia B           |
| Venus Bucarest               | Bucarest    |        | 2º gruppo 2         |
| Victoria Cluj                | Cluj Napoca |        | 3º gruppo 1         |

## Classifica finale
|  | Pos. | Squadra                | Pt | G  | V  | N | P  | GF | GS | DR  |
|  | ---- | ---------------------- | -- | -- | -- | - | -- | -- | -- | --- |
|  | 1.   | Venus București        | 35 | 22 | 14 | 7 | 1  | 51 | 20 | +31 |
|  | 2.   | Ripensia Timișoara     | 26 | 22 | 11 | 4 | 7  | 53 | 39 | +14 |
|  | 3.   | AMEF Arad              | 25 | 22 | 10 | 5 | 7  | 40 | 35 | +5  |
|  | 4.   | UDR Reșița             | 23 | 22 | 9  | 5 | 8  | 30 | 33 | -3  |
|  | 5.   | Rapid Bucarest         | 21 | 22 | 8  | 5 | 9  | 40 | 33 | +7  |
|  | 6.   | Victoria Cluj          | 21 | 22 | 9  | 3 | 10 | 38 | 38 | 0   |
|  | 7.   | FC Carpaţi Baia Mare   | 21 | 22 | 8  | 5 | 9  | 25 | 35 | -10 |
|  | 8.   | Juventus București     | 20 | 22 | 8  | 4 | 10 | 37 | 37 | 0   |
|  | 9.   | Sportul Studențesc     | 19 | 22 | 7  | 5 | 10 | 31 | 36 | -5  |
|  | 10.  | Chinezul Timișoara     | 19 | 22 | 6  | 7 | 9  | 48 | 56 | -8  |
|  | 11.  | Tricolor CFPV Ploiești | 17 | 22 | 7  | 3 | 12 | 28 | 38 | -10 |
|  | 12.  | Gloria Arad            | 17 | 22 | 5  | 7 | 10 | 27 | 43 | -16 |

Legenda:

      Campione di Romania  e ammessa alla Coppa dell'Europa Centrale 1939
      Retrocessa in Divizia B
Note:

Due punti a vittoria, uno a pareggio, zero a sconfitta.

### Verdetti
- ASC Venus București Campione di Romania 1938-39 e ammessa alla Coppa dell'Europa Centrale 1939
- Chinezul Timișoara, Tricolor CFPV Ploiești e Gloria Arad retrocesse in Divizia B 1939-1940.